# Dzika namiętność
Dzika namiętność (ang. Something Wild) – amerykańska komedia kryminalna z 1986 roku w reżyserii  Jonathana Demme.

## Główne role
- Jeff Daniels – Charles Driggs
- Melanie Griffith – Audrey Hankel
- Patricia Falkenhain – Sekretarka Charliego
- Sandy McLeod – Sekretarka Gravesa
- Robert Ridgely – Richard Graves
- Mary Ardella Drew – Donna Penski
- Joseph Lee Davis – James Williams
- Edward Saxon – Kevin Stroup
- Jack Gilpin – Larry Dillman
- Su Tissue – Peggy Dillman
- Gary Goetzman – Guido Paonessa
- Margaret Colin – Irene
- Ray Liotta – Ray Sinclair
- Steven Scales – Nelson

## Fabuła
Charlie Driggs jest młodym japiszonem. Prowadzi nudne i nieciekawe życie szarego człowieka. Czasami lubi sobie na przykład pozwolić na to, aby czasem nie zapłacić rachunku za lunch w barze. Tym zwraca uwagę pewnej dziewczyny, która przedstawia się jako Lulu. Bez zbędnych ceregieli i wbrew jego woli zabiera Charliego w podróż jego życia. Po drodze będą: namiętny seks w hotelu, napad na stację benzynową, zlot absolwentów szkoły średniej. Ale to nic, bo na końcu Charlie poznaje męża Lulu, który wyszedł z więzienia.

## Nagrody i nominacje (wybrane)
Złote Globy 1986
- najlepszy aktor w komedii/musicalu – Jeff Daniels (nominacja)
- najlepsza aktorka w komedii/musicalu – Melanie Griffith (nominacja)
- najlepszy aktor drugoplanowy – Ray Liotta (nominacja)